# سلمون شينوك
سلمون شينوك (الاسم العلمي: Oncorhynchus tshawytscha)، هو أكبر أنواع سمك سلمون المحيط الهادئ وأكثرها قيمة. اسمه الشائع مشتق اسم شعوب شينوك. تشمل الأسماء العامية الأخرى لهذا النوع سمك السلمون الملكي، وسمك السلمون كوينات، وسلمون تسومين، والسلمون الربيعي، وسمك الخنزير الكروم، وسمك السلمون الأسود، وسمك السلمون تيي. يعتمد الاسم العلمي للنوع على الاسم الشائع الروسي تشافيشا (чавыча).
سلمون شينوك هو سمك مهاجر من شمال المحيط الهادئ وأنظمة الأنهار في غرب أمريكا الشمالية، والتي تمتد من كاليفورنيا إلى ألاسكا، وكذلك الأنهار الآسيوية التي تمتد من شمال اليابان إلى نهر باليافآم في شمال شرق سيبيريا في القطب الشمالي. وقد أُدخل إلى أجزاء أخرى من العالم، بما في ذلك نيوزيلندا وباتاغونيا. يزدهر سمك سلمون شينوك في بحيرة ميشيغين والأنهار الغربية في ميشيغان. يعتبر سلمون شينوك الكبير صيدًا ثمينًا ومطلوبًا للصيادين الرياضيين. كما أن لحم سلمون شينوك ذو قيمة عالية لمحتواه الغذائي، والذي يتضمن مستويات عالية من أحماض أوميجا 3 الدهنية المهمة. بعض جمهرته معرضة للخطر؛ ومع ذلك، فإن العديد منها يتمتع بصحة جيدة. لم يوضع سمك سلمون شينوك في القائمة الحمراء للاتحاد الدولي لحفظ الطبيعة. وفقًا للإدارة الوطنية للمحيطات والغلاف الجوي، فإن تعداد سمك سلمون شينوك على طول ساحل كاليفورنيا آخذ في الانحدار بسبب عوامل مثل الصيد الجائر وفقدان الموائل في المياه العذبة والمصبات وتنمية الطاقة الكهرومائية وظروف المحيط السيئة وممارسات التفريخ.